# Herculano de Freitas
Uladislau Herculano de Freitas Guimarães (Arroio Grande, 25 de novembro de 1865 — Rio de Janeiro, 14 de maio de 1926) foi um advogado e político brasileiro, ministro do Supremo Tribunal Federal, ministro da Justiça no governo de Hermes da Fonseca, e terceiro presidente do Paraná no período da Primeira República.

## Biografia
Filho do capitão Rogerio José de Freitas e sua esposa Joaquina Caetano Brum. Seu pai foi uma importante liderança política do Partido Liberal na localidade de Arroio Grande em meados da segunda metade do século XIX, tendo sido eleito diversas vezes para ocupar o cargo de juiz de paz, através do qual assumia a estratégica função de presidir as tumultuadas eleições locais.
Após a morte repentina de seu pai colocar a família em uma delicada situação econômica, mudou-se para a cidade de Pelotas, considerada então o centro econômico do Rio Grande do Sul, onde empregou-se no comércio e iniciou os estudos primários.
Foi assentado por vontade própria de Uladislau de Freitas Guimarães o posto de praça em 1883. Essa sua hierarquia militar teve com objetivo o fato de ser matriculado para estudar na Escola Militar de Porto Alegre, como aconteceu de verdade. Mas seu julgamento definiu sua incapacidade física para o serviço militar do Exército. Um ano depois de ser dispensado do serviço militar foi estudar na Faculdade de Direito de São Paulo. Teve sua transferência para a Faculdade de Direito do Recife, onde terminou o quarto ano. Porém, retornou a São Paulo, onde recebeu o bacharelato em 8 de março de 1889.
Casou-se com a filha do eminente político paulista general Francisco Glicério. Durou muito tempo sua carreira política, ocupando profissões como advogado, jornalista e tribuno. Após a Proclamação da República no Brasil, entregou-se ao exercício do cargo de Chefe de Polícia do Paraná. Logo depois, em 1890, foi nomeado como terceiro presidente do Paraná em período republicano.
A Faculdade de Direito de São Paulo nomeou Uladislau Herculano de Freitas Guimarães como lente substituto da instituição educacional por Decreto de 30 de dezembro de 1890. Foi tomado posse de lente substituto e recebido o grau de doutor em 16 de janeiro de 1891. Através do Decreto de 21 de março daquele ano a Faculdade de Direito de São Paulo nomeou o advogado gaúcho como lente catedrático. Foi professor da segunda cadeira da primeira série de notariado. Foi tomado posse por Uladislau Herculano de Freitas Guimarães a segunda cadeira da primeira série de notariado no dia 27 de abril de 1891.
Ocupou os cargos de deputado estadual, deputado federal e senador estadual por São Paulo. A Faculdade de Direito de São Paulo nomeou Uladislau como lente catedrático de direito criminal. Entre 10 de fevereiro e 1 de maio de 1902 trocou o cargo de lente catedrático de direito criminal com o doutor José Mariano Corrêa de Camargo Aranha pelo de catedrático de direito público e constitucional. Ficou em afastamento da cátedra porque teve deveres políticos.
Entre 11 de agosto de 1913 a 15 de novembro de 1914, ocupou a pasta de Ministro da Justiça do Presidente do Brasil Hermes da Fonseca. Dirigiu a Faculdade de Direito de São Paulo de 1915 até 1917. Passou a ser diretor efetivo dessa instituição pelo Decreto de 26 de março de 1917.
Ocupou a pasta de Secretário da Justiça e Segurança Pública de São Paulo enquanto foi presidente do estado paulista o senhor Altino Arantes. Em 1922, ocupou pela segunda vez a pasta de Senador Estadual de São Paulo e também o de Senador Federal por São Paulo. Funcionou como relator da reforma constitucional.
Ocupou disponivelmente a cadeira de catedrático da Faculdade de Direito de São Paulo em 29 de agosto de 1925 e a pasta de Ministro do Supremo Tribunal Federal no dia 7 de dezembro do mesmo ano. Morreu na cidade do Rio de Janeiro, aos 60 anos de idade, em plena inteligência.